# 202P/Scotti
202P/Scotti (też: Scotti 2) – kometa krótkookresowa, należąca do rodziny Jowisza. 

## Odkrycie
Kometa została odkryta 14 grudnia 2001 roku przez Jamesa Scottiego w obserwatorium astronomicznym na Kitt Peak. W nazwie znajduje się nazwisko odkrywcy.

## Orbita komety i właściwości fizyczne
Orbita komety 202P/Scotti ma kształt elipsy o mimośrodzie 0,33. Jej peryhelium znajduje się w odległości 2,52 j.a., aphelium zaś 5,02 j.a. od Słońca. Jej okres obiegu wokół Słońca wynosi 7,32 roku, nachylenie do ekliptyki to wartość 2,19˚.
Jądro tej komety ma rozmiary maks. kilka km.